# Acetes japonicus
Acetes japonicus är en kräftdjursart som beskrevs av Kamakiche Kishinouye 1905. Acetes japonicus ingår i släktet Acetes och familjen Sergestidae. Inga underarter finns listade i Catalogue of Life.

## Bildgalleri

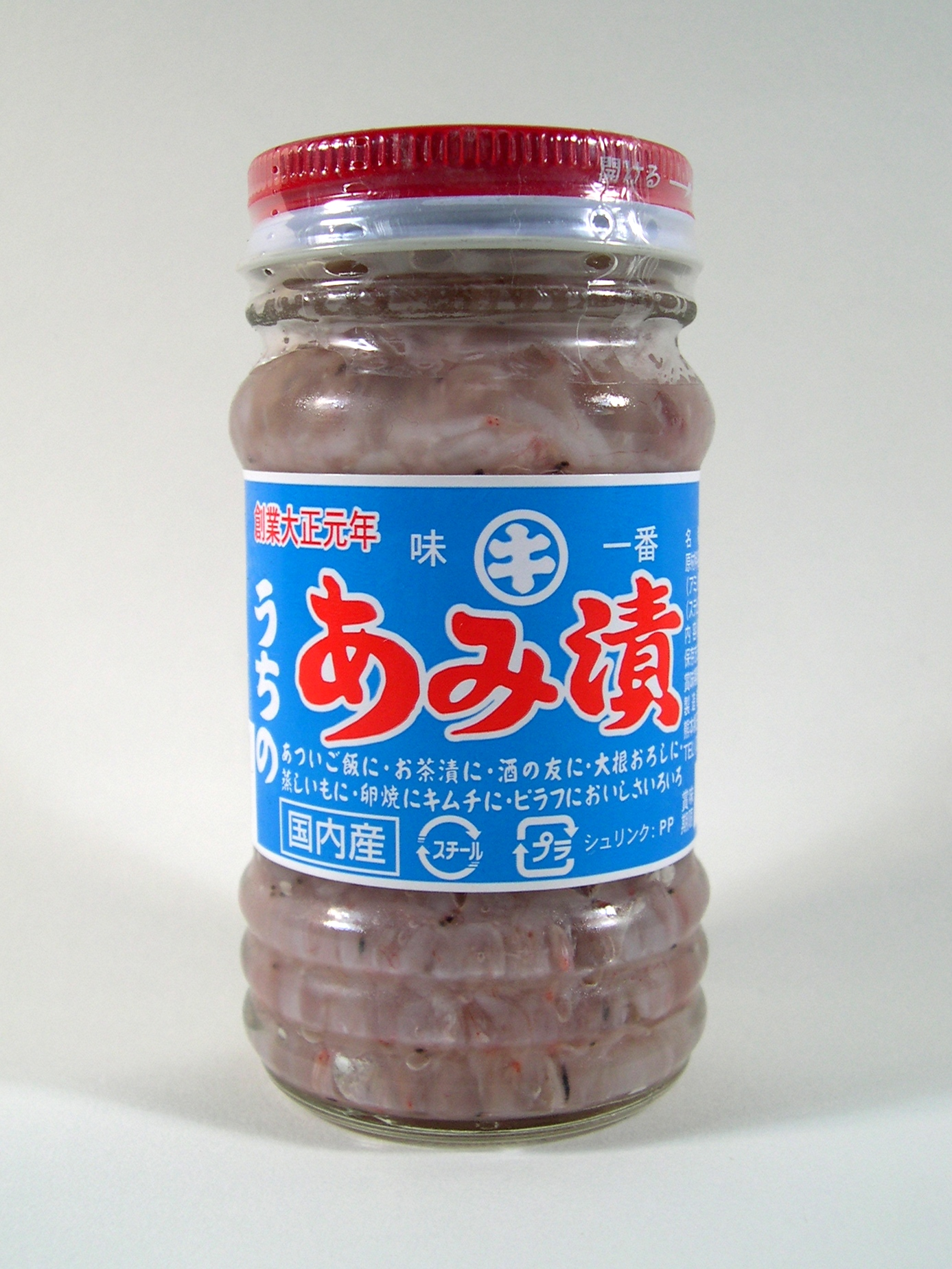